# Promerops gurneyi
Promerops gurneyi е вид птица от семейство Promeropidae.

## Разпространение
Видът е разпространен в Зимбабве, Лесото, Мозамбик, Свазиленд и Южна Африка.